# 뉴스 홋카이도 645
뉴스 홋카이도 645(ニュース北海道645)은 2014년 4월부터 NHK 삿포로 방송국에서 토요일·일요일·공휴일·연말연시 저녁에 방송되고 있는 로컬 뉴스 프로그램이다.

## 프로그램 소개
주로 홋카이도 내의 뉴스·기상정보를 방송. 2013년 3월까지 방송되었던 '네트워크 뉴스 645'를 리뉴얼하여 방송하고 있다.

## 방송 시간
- 토요일・일요일・공휴일 저녁 6시 45분 ~ 7시 (15분)
  - 연말연시 등에는 저녁 6시 50분 ~ 7시 (10분)에 방송

## 뉴스 시간표
- 6:45 - 6:53： 홋카이도 지역 뉴스 소식
- 6:53 - 6:55： 기상정보 (도쿄도 시부야 구 NHK 방송센터 스튜디오에서 전국의 기상정보)
- 6:55 - 7:00： 홋카이도 지역 기상 정보